# Malu Mulher
Malu Mulher é uma série de televisão brasileira apresentada pela Rede Globo de 24 de maio de 1979 a 22 de dezembro de 1980. Criada por Daniel Filho, foi escrita por ele e Manoel Carlos, com colaboração de Euclydes Marinho, Renata Pallottini, Lenita Plonczynski e Armando Costa, sob direção também de Daniel Filho.
Regina Duarte interpreta a protagonista Malu, uma mulher recém divorciada que tenta ganhar a vida sozinha, sem sofrer com os preconceitos da época.

## Sinopse
O episódio de estreia aborda o processo de separação de Malu e Pedro Henrique, as brigas, com agressões físicas e verbais, a insegurança e o medo da filha adolescente do casal, Elisa, e a evidente desarmonia no lar. O primeiro ano do seriado mostra a saída de Malu de casa, e as dificuldades de Malu na tentativa de conseguir se sustentar, conseguir manter a casa nova, e também manter a filha. No segundo ano, Malu está mais amadurecida e consegue um trabalho fixo num instituto de pesquisa. Tem início então uma nova fase, onde ela está pronta para recomeçar a vida amorosa.

## Censura
Antes que os episódios fossem finalizados, houve uma apresentação das Séries Brasileiras para a imprensa, na qual Regina Duarte falou sobre sua personagem e sobre a emancipação feminina na sociedade brasileira. Uma entrevista arriscada, já que não se sabia se, até o final da apresentação, a Censura Federal iria liberar Malu Mulher, Carga Pesada e Plantão de Polícia. Os seriados, de qualquer forma, acabaram recebendo os certificados para exibição. O autor Walther Negrão conta que chegou a escrever um episódio que foi vetado pela Censura Federal. Em Malu, a Rainha da Boca do Lixo, a socióloga era contratada por um instituto para fazer uma pesquisa sobre prostituição em São Paulo. Ela, então, disfarçava-se de prostituta e ia para a Rua do Triunfo, onde acabava sendo presa. O delegado, no entanto, percebia que se tratava de uma mulher instruída e temia que ela fosse jornalista. Na época, um dos casos mais comentados nos jornais era o de um delegado que espancava prostitutas. O episódio sofreu ação da Censura Federal: inicialmente vetado, chegou a ser liberado, mas não a tempo de ser exibido na última temporada de Malu Mulher.

## Elenco
| Ator/Atriz      | Personagem                 |
| --------------- | -------------------------- |
| Regina Duarte   | Maria Lúcia Fonseca (Malu) |
| Dennis Carvalho | Pedro Henrique             |
| Narjara Turetta | Elisa Fonseca              |
| Antônio Petrin  | Gabriel Fonseca            |
| Sônia Guedes    | Elza Fonseca               |

### Participações especiais[2]
| Ator/Atriz              | Personagem      |
| ----------------------- | --------------- |
| Marília Pêra            | Clarisse        |
| Ricardo Petraglia       | Vitor Amorim    |
| Lúcia Alves             | Esposa de Vitor |
| Monique Curi            |                 |
| Elza Gomes              | Vovó            |
| Cláudio Marzo           |                 |
| George Otto             |                 |
| Susana Vieira           |                 |
| Gianfrancesco Guarnieri | Duca            |
| Renée de Vielmond       | Cintia          |
| Paulo Figueiredo        | Mário           |
| Natália do Valle        | Vilma           |
| Gracindo Júnior         | Celso           |
| Dina Sfat               | Esmeralda Perón |
| Mauro Mendonça          |                 |
| Ruthinéia de Moraes     | Vera            |
| Wanda Lacerda           | Dora            |
| Mário Lago              |                 |
| Lucélia Santos          | Josineide       |
| Fábio Júnior            | Jorginho        |
| Daniel Dantas           |                 |
| Guilherme Arantes       |                 |
| Ricardo Blat            |                 |
| Fátima Freire           |                 |
| Christiane Torloni      | Sandra          |
| Ney Latorraca           | André           |
| Arlete Salles           | Rute            |
| Fábio Sabag             | Médico          |
| Eva Wilma               | Vera            |
| Carlos Zara             |                 |
| Yoná Magalhães          | Alba            |
| Duse Nacaratti          | Dorothy         |
| Cecil Thiré             | Médico          |
| Ângela Leal             |                 |
| Ewerton de Castro       | Beto            |
| Nina de Pádua           |                 |
| Cidinha Milan           |                 |
| Buza Ferraz             |                 |
| Cláudia Jimenez         | Aline           |
| Isaac Bardavid          |                 |
| Dorinha Duval           | Vizinha         |
| Carlos Koppa            |                 |
| Arthur Costa Filho      |                 |
| Maria Sílvia            |                 |
| André Valli             |                 |
| José Mayer              |                 |
| Zaira Zambelli          |                 |
| Marcos Frota            | Esdras          |
| Cissa Guimarães         |                 |
| André Di Mauro          |                 |
| Maitê Proença           |                 |

## Reprises
O primeiro episódio foi reapresentado no Festival 20 Anos, em junho de 1985. No Festival 30 Anos, alguns episódios foram reprisados durante uma semana, em março de 1995.
Foi reprisada pelo Canal Viva entre 4 de maio de 2013 e 22 de fevereiro de 2014.

## DVD
Em novembro de 2006, 10 episódios da série foram lançados em DVD.

## Repercussão e Premiações
- Malu Mulher foi vendido para cerca de 50 canais de televisão de vários países.
- Em 1979, ganhou o Prêmio Ondas, da Sociedade Espanhola de Radiodifusão e da Rádio Barcelona.
- Em 1980, recebeu o Prêmio Íris para melhor produção estrangeira exibida pela televisão nos Estados Unidos.
- Em 1980, recebeu o Troféu APCA para melhor série, atriz para Regina Duarte e revelação para Narjara Turetta.
- Em 1981, recebeu o Troféu APCA por voto de pesar pelo fim da série.
- No mesmo ano, foi exibido em horário nobre na Suécia e superou em audiência vários programas da BBC, na Inglaterra.
- Em 1982, foi considerado o melhor programa de televisão do ano em Portugal e na Grécia.
- O seriado continuou a ser exportado mesmo depois do seu término no Brasil.
- Na América Latina, enfrentou problemas com a censura de alguns países.
- Em 1983, foi ao ar em Cuba. Na época, as exportações brasileiras para aquele país ainda estavam proibidas.
- Em 1988, foi exibido pela TV francesa Antenne 2, com o título Maria Lúcia.
- Regina Duarte ganhou um prêmio na antiga Tchecoslováquia, graças ao episódio Parada Obrigatória.
- Na Holanda, mais de um milhão de telespectadores assistiram ao primeiro episódio e cerca de três milhões acompanharam o seriado durante seis semanas.[5]